# Centrale thermique Darnitsia TEC
La centrale thermique Darnitsia est une centrale thermique dans l'oblast de Kiev en Ukraine.

## Localisation
Elle se situe à Kyiv dans le Raïon de Dnipro.

## Historique
Elle a ouvert en 1954. Elle fournit, en plus de l'électricité un réseau de chaleur pour la ville 4,5 millions de mètres carrés, soit 1 036 bâtiments résidentiels et plus de 120 écoles et établissements médicaux). De son travail dépend le confort de 270 000 habitants de la Rive Gauche.

## Installations

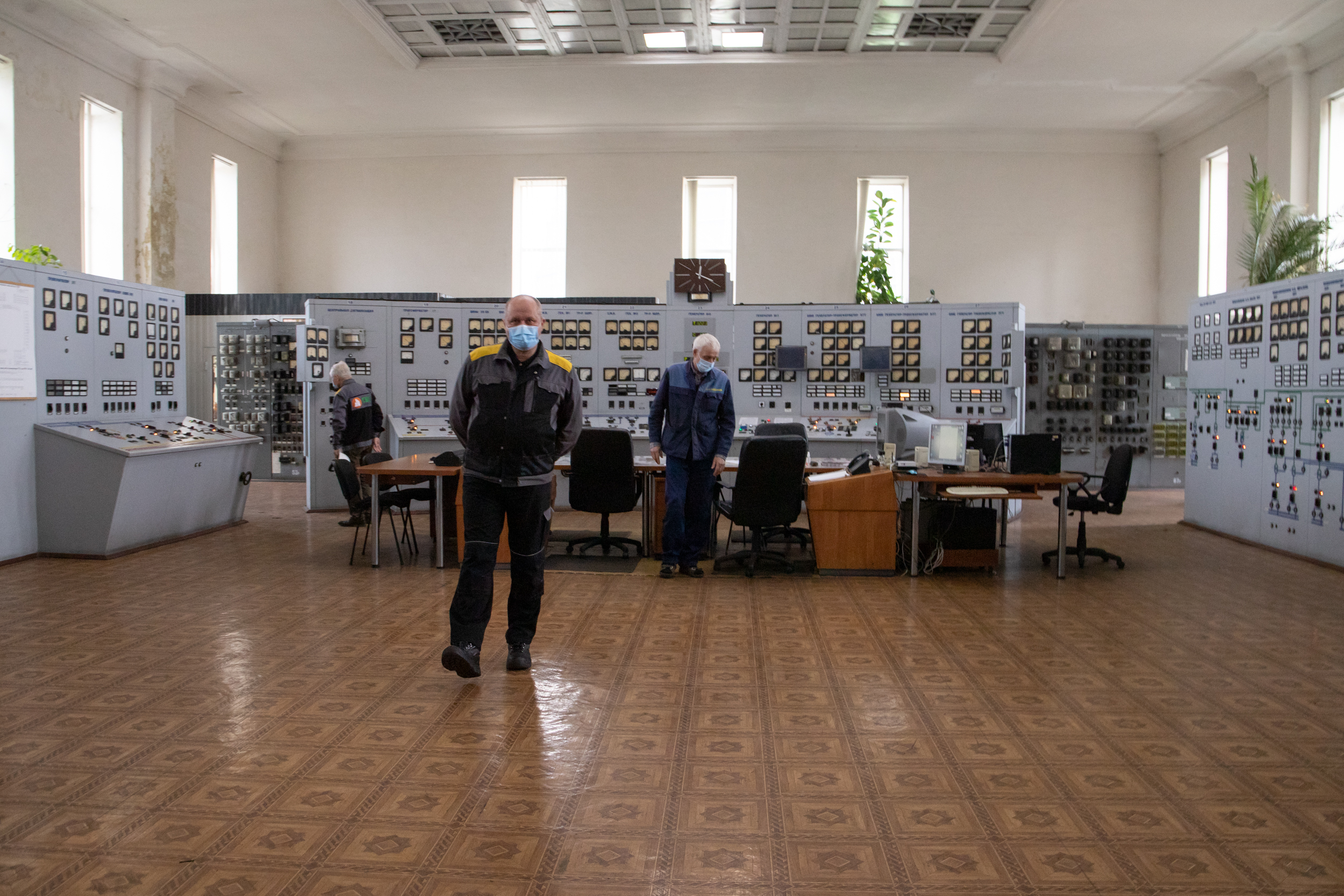
Centre de contrôle.